# Zbigniew Było
Zbigniew Było (ur. 6 kwietnia 1925, zm. 13 lutego 1994) – polski chemik, profesor nauk chemicznych.

## Życiorys
Otrzymał tytuł profesora nauk chemicznych. Był  zatrudniony w Akademii Górniczo-Hutniczej. Pochowany na Cmentarzu Rakowickim w Krakowie.